# Job van Uitert
Jacobus "Job" van Uitert (Dongen, 10 oktober 1998) is een Nederlands autocoureur. In 2018 werd hij kampioen in de LMP3-klasse van de European Le Mans Series.

## Carrière

### Vroege carrière
Van Uitert begon zijn autosportcarrière in het karting op zevenjarige leeftijd, waarin hij twee jaar actief bleef voordat hij stopte. In 2014 keerde hij terug in de racerij en nam hij deel aan de Nederlandse Mazda MX-5 Cup. Voor het team Geva Racing werd hij derde in de eindstand.

### Formule 4
In 2015 maakte Van Uitert de overstap naar het formuleracing en debuteerde hij in het nieuwe ADAC Formule 4-kampioenschap. Hij kwam uit voor het team Provily Racing, waar hij de enige coureur was. Hierdoor had hij een moeilijk jaar, waarin hij geen kampioenschaspunten wist te scoren en een elfde plaats op de Lausitzring zijn beste resultaat was.
In 2016 stapte Van Uitert over naar Jenzer Motorsport, waarin hij in zowel het ADAC als het Italiaans Formule 4-kampioenschap reed. In het ADAC-kampioenschap had hij het nog altijd moeilijk, maar behaalde hij wel vijf top 10-finishes, met een zesde plaats in de seizoensfinale op de Hockenheimring Baden-Württemberg als beste resultaat. Hij werd met 19 punten twintigste in de eindstand. In het Italiaanse kampioenschap kende hij meer succes, alhoewel hij een weekend moest missen. Hij behaalde twee zeges op het Autodromo Internazionale Enzo e Dino Ferrari, stond op hetzelfde circuit nog tweemaal op het podium en behaalde nog twee podiumfinishes op het Misano World Circuit Marco Simoncelli. Met 143,5 punten werd hij achter Marcos Siebert, Mick Schumacher en Raúl Guzmán vierde in de eindstand.
In 2017 bleef Van Uitert actief voor Jenzer, maar reed dit jaar enkel in het Italiaans kampioenschap. Hij won vier races: twee op Imola en een op zowel de Adria International Raceway als het Circuit Mugello. Daarnaast stond hij nog zes keer op het podium. Met 247 punten eindigde hij achter Marcus Armstrong als tweede in het klassement.

### Endurance
In 2018 maakte Van Uitert de overstap naar de enduranceracerij en kwam hij uit in de LMP3-klasse van de European Le Mans Series (ELMS) voor het team RLR MSport, waar hij de auto deelde met John Farano en Rob Garofall. Hij behaalde twee overwinningen op het Circuit Paul Ricard en de Red Bull Ring en eindigde ook op het Circuit de Spa-Francorchamps op het podium. Met 77,5 punten werd hij gekroond tot kampioen in de klasse. Ook reed hij met Farano in de Le Mans Cup, waar hij met een podiumplaats als negende eindigde.
In 2019 maakte Van Uitert binnen de ELMS de overstap naar de LMP2-klasse, waarin hij voor G-Drive Racing de auto met Roman Roesinov deelde. Norman Nato was de derde coureur in de eerste twee races, voordat hij voor de rest van het seizoen door Jean-Éric Vergne werd vervangen. Hij won de races op het Autodromo Nazionale Monza en het Circuit de Barcelona-Catalunya en eindigde ook op Silverstone op het podium. Met 101 punten werd hij tweede in het eindklassement. Daarnaast maakte hij dat jaar zijn debuut in de 24 uur van Le Mans, waarin hij met Roesinov en Vergne zesde werd in de LMP2-klasse.

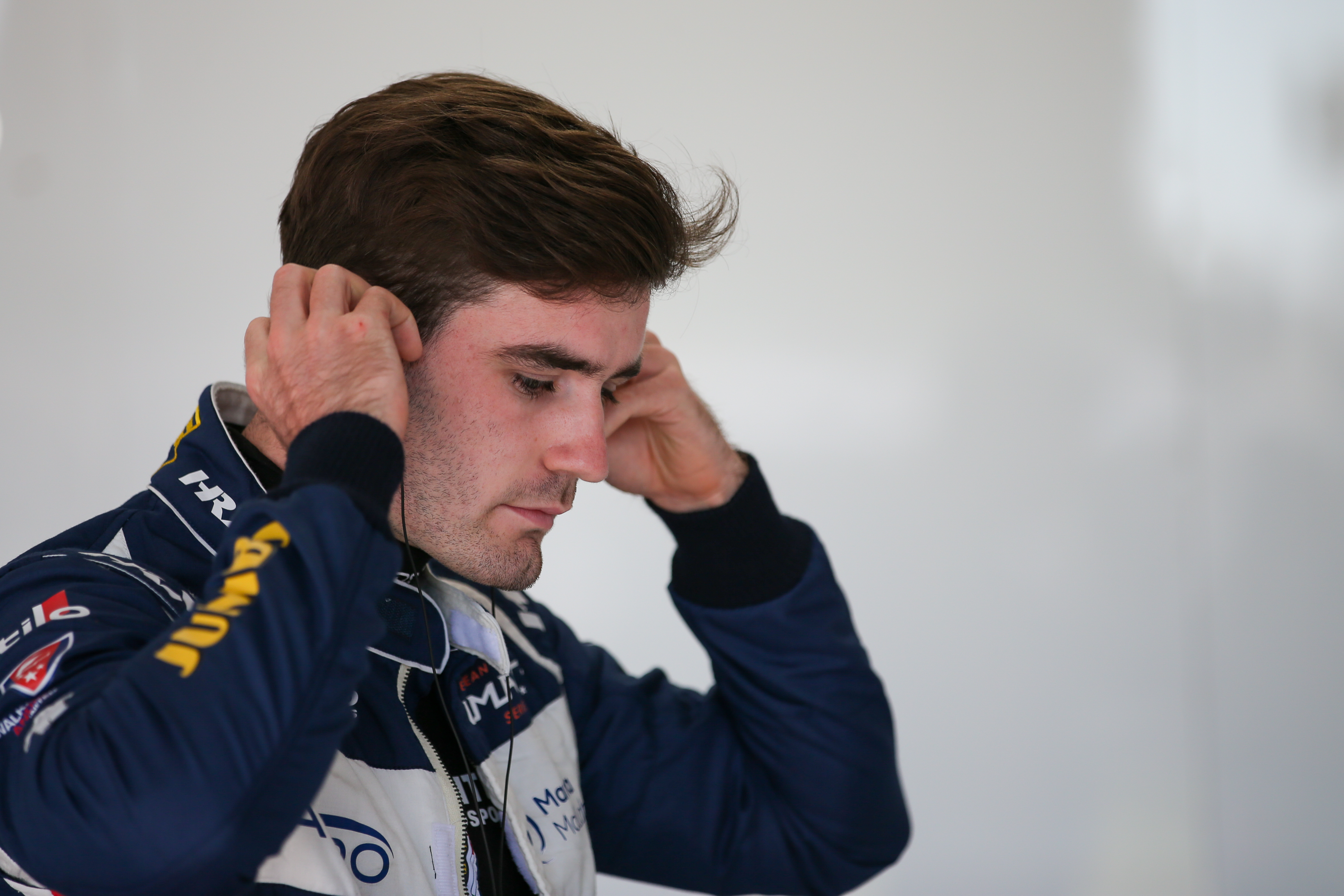
Job van Uitert op het Circuit Paul Ricard in 2020.

In 2020 stapte Van Uitert binnen de ELMS over naar United Autosports, waar hij samen met Alex Brundle en Will Owen een team vormde. Hij won de seizoensopener op Paul Ricard en stond ook op Monza op het podium. Met 70 punten werd hij wederom tweede in de eindstand. Ook reed hij in het seizoen 2019-2020 twee races in het FIA World Endurance Championship (WEC) in de 4 uur van Silverstone en de 6 uur van Spa-Francorchamps, waarin hij voor het Racing Team Nederland met Frits van Eerd en Giedo van der Garde zesde werd.
In 2021 reed Van Uitert een volledig seizoen in de LMP2 Pro-Am-klasse van het WEC voor Racing Team Nederland met Van Eerd en Van der Garde als teamgenoten. Hij won de 6 uur van Spa-Francorchamps, de 6 uur van Bahrein en de 8 uur van Bahrein en stond ook in de 24 uur van Le Mans op het podium. Hij miste echter de 6 uur van Monza, waardoor hij met 142 punten derde in het eindklassement werd terwijl Van Eerd de titel won. In de ELMS bleef hij actief bij United, waarin hij samen met Nico Jamin en Manuel Maldonado reed. In vergelijking met de twee voorgaande seizoenen kende hij een lastig jaar, waarin hij enkel op Paul Ricard op het podium eindigde en met 28,5 punten twaalfde in het klassement werd.
In 2022 reed Van Uitert enkel in de ELMS, waarin hij voor Panis Racing de auto met Jamin en Julien Canal deelde. Alhoewel hij geen races won, eindigde hij wel in elke race in de top vier, met podiumfinishes op Paul Ricard, Monza, Barcelona en het Autódromo Internacional do Algarve. Met 94 punten werd hij tweede in het eindklassement, achter de Prema Racing-inschrijving van Louis Delétraz en Ferdinand Habsburg. In de 24 uur van Le Mans werd hij met Canal en Jamin twaalfde in de LMP2-klasse.
In 2023 bleef Van Uitert actief in de ELMS bij Panis, waarin hij samen met Maldonado en Tijmen van der Helm een team vormde. Hij behaalde vier podiumplaatsen: twee in Portimão en een in zowel Barcelona als Spa. Met 86 punten werd hij derde in de eindstand. Tevens nam het trio deel aan de 24 uur van Le Mans, waarin zij veertiende in de LMP2-klasse werden.
In 2024 stapt Van Uitert binnen de ELMS over naar IDEC Sport en deelt hier de auto met Paul Lafargue en Reshad de Gerus.